# Wielonarodowy Batalion Obrony przed Bronią Masowego Rażenia
Wielonarodowy Batalion Obrony przed Bronią Masowego Rażenia (Multinational Chemical, Biological Radiological and Nuclear Defence Battalion – MN CBRN BN) – międzynarodowa jednostka wojsk chemicznych, wchodząca w skład Sił Odpowiedzi NATO.

## Historia
Inicjatywę utworzenia w ramach SON wspólnej jednostki obrony przed bronią masowego rażenia podjęto wiosną 2003 i już w grudniu w skład 3. zestawu SON wszedł utworzony przez Czeskie Siły Zbrojne eksperymentalny MN CBRN BN, który z powodu niemożności osiągnięcia pełnej gotowości bojowej miał tylko posłużyć do nabycia doświadczenia przy tworzeniu następnych rotacji batalionu.
Ta miała miejsce pół roku później, kiedy to rolę państwa wiodącego (dowódczego) przejęły Niemcy. Wtedy też Wielonarodowy Batalion rozpoczął pierwszą misję – zabezpieczał Letnie Igrzyska Olimpijskie 2004. Mimo to w ciągu aż rocznej zmiany także nie osiągnął pełnej gotowości bojowej.
Tej nie osiągnął też batalion 4. zestawu, wystawionego przez Siły Zbrojne Hiszpanii (zabrakło zdolności do identyfikowania skażeń oraz wsparcia eksperckiego na szczeblu SON). Dopiero następne zmiany były w pełni gotowe do działań (jak np. Szczyt NATO w Rydze 2006).

## Zadania
Do zadań 1000-osobowego Wielonarodowego Batalionu należą:
- wykrywanie, rozpoznanie, monitoring i likwidacja skażeń,
- ocena sytuacji,
- udzielenie wsparcia eksperckiego.

Natomiast zadania państwa wiodącego (wydzielającego ok. 30% składu – wyjątkiem były Niemcy wystawiające ponad 80%) MN CBRN BN obejmują:
- wystawienie dowództwa, systemu dowodzenia i sztabu,
- koordynacja systemu zabezpieczenia logistycznego i procesu szkolenia.

## Struktura
- Dowództwo i sztab
  - kompania dowodzenia i wsparcia
  - kompania wysokiej gotowości
  - kompania rozpoznania skażeń (chemiczno-nuklearnych)
  - kompania rozpoznania skażeń (biologicznych)
  - kompania likwidacji skażeń (ciężka)
  - kompania likwidacji skażeń (lekka)
  - zespół oceny skażeń
  - dowództwo laboratorium

## Państwa wiodące
- 3 SON (2003–2004) –  Czechy (dowódca – mjr Wratysław Osvald)
- 4 SON (2004–2005) –  Niemcy
- 5 SON (2005) –  Hiszpania
- 6 SON (2006) –  Wielka Brytania
- 7 SON (2006) –  Niemcy
- 8 SON (2007) –  Czechy
- 9 SON (2007) –  Włochy
- 10 SON (2008) –  Niemcy
- 11 SON (2008) –  Francja
- 12 SON (2009) –  Polska (dowódca – ppłk Artur Zieliński)

### Udział Polski
- 3. zestaw SON (2003–2004) – pluton likwidacji skażeń (5 bchem)
  - Distinguished Games (2004) – PKW Grecja (5 bchem)
- 4. zestaw SON (2004–2005) – pluton likwidacji skażeń (4 pchem)
- 5. zestaw SON (2005) – pluton likwidacji skażeń (4 pchem), Mobilne Laboratorium Radiometryczne (COAS)
- 6. zestaw SON (2006) – pluton likwidacji skażeń (5 bchem), Mobilne Laboratorium Radiometryczne (COAS)
- 7. zestaw SON (2006) – pluton likwidacji skażeń (4 pchem)
  - Peaceful Summit (2006) – PKW Łotwa (4 pchem)
- 8. zestaw SON (2007) – pluton likwidacji skażeń (4 pchem), Mobilne Laboratorium Radiometryczne (COAS)
- 9. zestaw SON (2007) – 1 oficer w dowództwie MNCBRNBN (4 pchem)
- 10. zestaw SON (2008) – Mobilne Laboratorium Radiometryczne (COAS), 2 oficerów w zespole oceny skażeń
- 11. zestaw SON (2008) – 1 oficer w dowództwie MNCBRNBN (5 bchem)
- 12. zestaw SON (2009) – kompania wysokiej gotowości, kompania dowodzenia i wsparcia, część: dowództwa i sztabu MNCBRNBN, zespołu oceny skażeń, dowództwa laboratorium (4 pchem)
- 14. zestaw SON (2010) – kompania likwidacji skażeń (5 bchem), Mobilne Laboratorium Radiometryczne (COAS)
- 15. zestaw SON (2010) – kompania likwidacji skażeń (4 pchem)
- 16. zestaw SON (2011) – kompania likwidacji skażeń (4 pchem)
- 17. zestaw SON (2011) – kompania likwidacji skażeń (4 pchem)
- Zestaw SON 2016 – batalion chemiczny (4pchem)
- Zestaw SON 2020 – batalion chemiczny (4pchem)